# Moosbach (Oberpfalz)
Moosbach er en kommune i Landkreis Neustadt an der Waldnaab i Regierungsbezirk Oberpfalz i den tyske delstat Bayern.

## Geografi
Moosbach ligger i Planungsregion Oberpfalz-Nord i Oberpfälzer Wald omkring 12 km grænsen til Tjekkiet. Det højeste punkt i kommunen er det 771 m høje Eisberg i nærheden af landsbyen Rückersrieth.
Ud over Moosbach, ligger i kommunen disse landsbyer og bebyggelser: Burgtreswitz, Burkhardsrieth, Etzgersrieth, Gaisheim, Gebhardsreuth, Gröbenstädt, Grub, Heumaden, Isgier, Niederland, Ödbraunetsrieth, Ödpielmannsberg, Ragenwies, Rückersrieth, Saubersrieth, Tröbes og Tännesberg.